# Convolvulus buschiricus
Convolvulus buschiricus är en vindeväxtart som beskrevs av Joseph Friedrich Nicolaus Bornmüller. Convolvulus buschiricus ingår i släktet vindor, och familjen vindeväxter. Inga underarter finns listade i Catalogue of Life.